# Production Performance Management Protocol
Das Production Performance Management Protocol (PPMP) ist ein von Bosch entwickeltes IT-Protokoll für Industrie 4.0 zur Kommunikation von Maschinen untereinander.

## Funktion
Die Daten werden technisch gesehen als JSON-Payload via REST, AMQP, MQTT oder andere Methoden verschickt. Es können dazu http oder https verwendet werden. Die Kommunikation via PPMP findet unidirektional statt und geht immer von der Maschine weg zu einem Empfänger. Der Empfänger ist der Client und stellt im einfachsten Fall eine REST-API zur Verfügung.
PPMP gibt es in den Ausprägungen „Machine Message“, „Measurement Message“ und „Process Message“ mit unterschiedlich definierten Strukturen. Das Protokoll wird von The Eclipse IoT Working Group gefördert und ist als Open Source lizenziert und für jeden kostenfrei nutzbar. Die erste Versionsveröffentlichung fand im Jahr 2016 statt. Mit Stand März 2019 ist Version 2 verabschiedet, Version 3 ist in Entwicklung.